# Воскресенская церковь (Седнев)

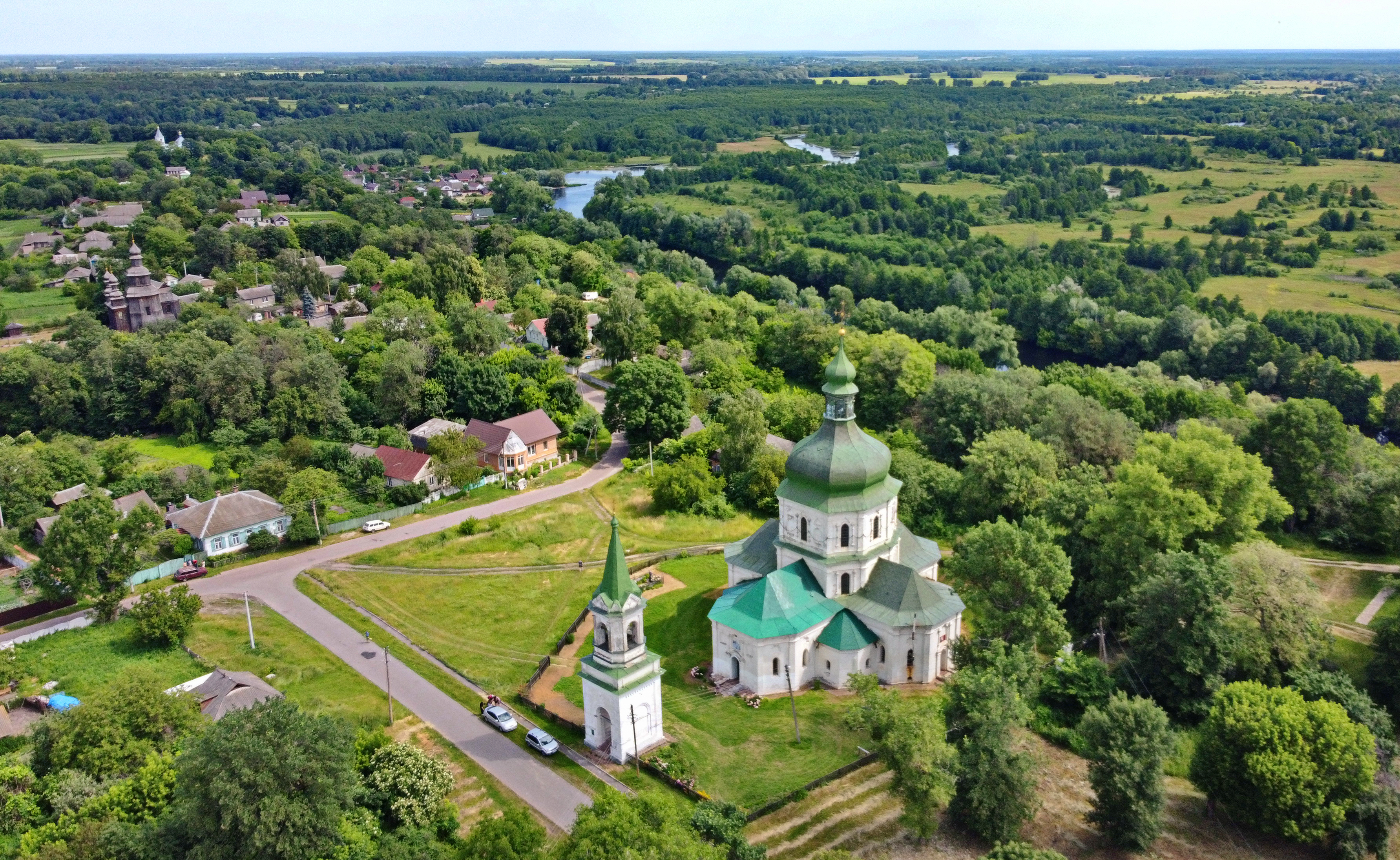
Вид с воздуха на Воскресенскую церковь

Воскресенская церковь — православный храм и памятник архитектуры национального значения в Седневе.

## История
Постановлением Совета Министров УССР от 24.08.1963 № 970 «Про упорядочение дела учёта и охраны памятников архитектуры на территории Украинской ССР» («Про впорядкування справи обліку та охорони пам’ятників архітектури на території Української РСР») присвоен статус памятник архитектуры республиканского значения с охранным № 864 под названием Воскресенская церковь.
Установлена информационная доска.

## Описание
В архитектуре храма чувствуется влияние традиций народной деревянной архитектуры. Храм является одним из древнейших каменных памятников Украины времён барокко. Воскресенская церковь стала исходным звенок развития сооружений тетраконхового типа.
Церковь построена в 1690 году черниговским полковником Яковом Лизогубом как семейная церковь-усыпальница. Имела престол Благовещения, поэтому также именовалась как Благовещенская. В период 1796—1814 годы перестраивалась. В 1856 году возле храма была сооружена двухъярусная колокольня — восьмерик на четверике, которую венчает шпиль.
Каменный, одноглавый, 9-камерный, крестообразный в плане храм, что подчёркивают гранёные притворы. Между основным объёмом и притворами располагаются более меньшие по размеру гранёные помещения. Фасады и притворы декорированы ступенчатыми нишами различной формы и профилированными карнизами. Стрельчатые окна оформлены наличниками традиционной черниговской формы. Над храмом возвышается двухъярусный восьмерик, увенчанный грушеобразным куполом.
В 1935 году храм был закрыт для богослужения и использовался как склад.
В 1980-х годах началось восстановление и реставрация храма. Церковь в 1990 году была передана религиозной общине, были проведены реставрационные работы. Из Киево-Печерской лавры были перевезены мощи одного из Лизогубов, которые хранятся в склепе.